# 앨릭스 스콧 (2003년생 축구인)
앨릭스 제이 스콧(Alex Jay Scott, 2003년 8월 21일 ~ )은 잉글랜드의 축구 선수이며, AFC 본머스에서 미드필더로 뛰고 있다.